# Leopold IV av Lippe
Leopold IV (fullständigt namn  Leopold Julius Bernhard Adalbert Otto Karl Gustav  av Lippe-Biesterfeld), född 30 maj 1871 i Oberkassel, Tyskland, död 30 december 1949 i Detmold, Tyskland, var greve av Lippe-Biesterfeld, regent av Lippe 1904-05, furste av samma land 1905-18.

## Biografi
Leopold var son till greve Ernst av Lippe-Biesterfeld och Caroline von Wartensleben.
Vid den tyska novemberrevolutionen 1918 tvangs Leopold, liksom de övriga tyska förbundsfurstarna, att abdikera, vilket skedde den 12 november.
Leopold var farbror till den nederländske prinsgemålen Bernhard av Lippe-Biesterfeld, gift med drottning Juliana av Nederländerna.
Han instiftade Leopoldorden 1906. 